# Cassipourea lasiocalyx
Cassipourea lasiocalyx är en tvåhjärtbladig växtart som beskrevs av Arthur Hugh Garfit Alston. Cassipourea lasiocalyx ingår i släktet Cassipourea, och familjen Rhizophoraceae. Inga underarter finns listade i Catalogue of Life.